# Luis Amplatz

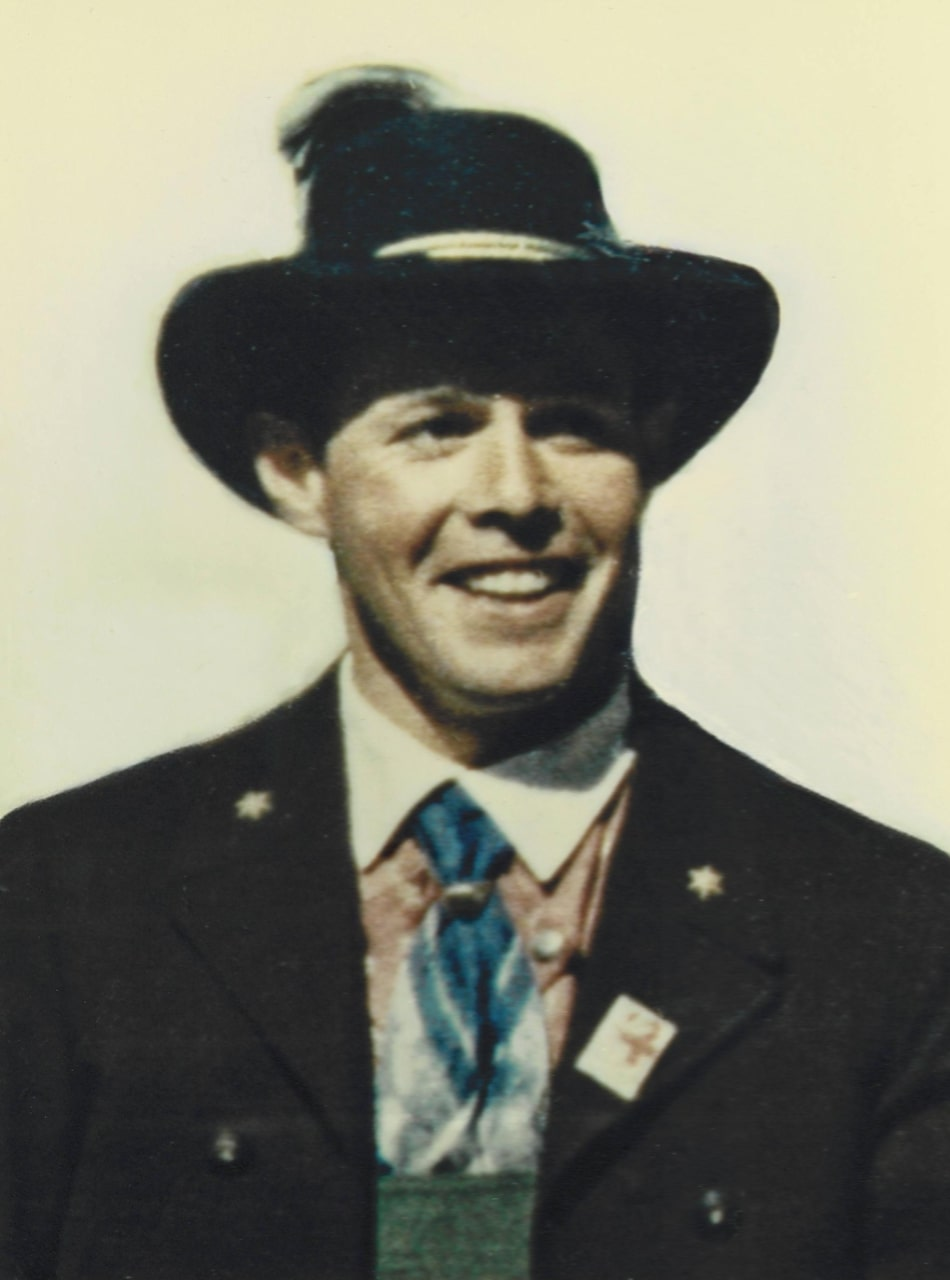
Luis Amplatz als Leutnant der Schützenkompanie „Mjr. Josef Eisenstecken“ Gries um ca. 1959

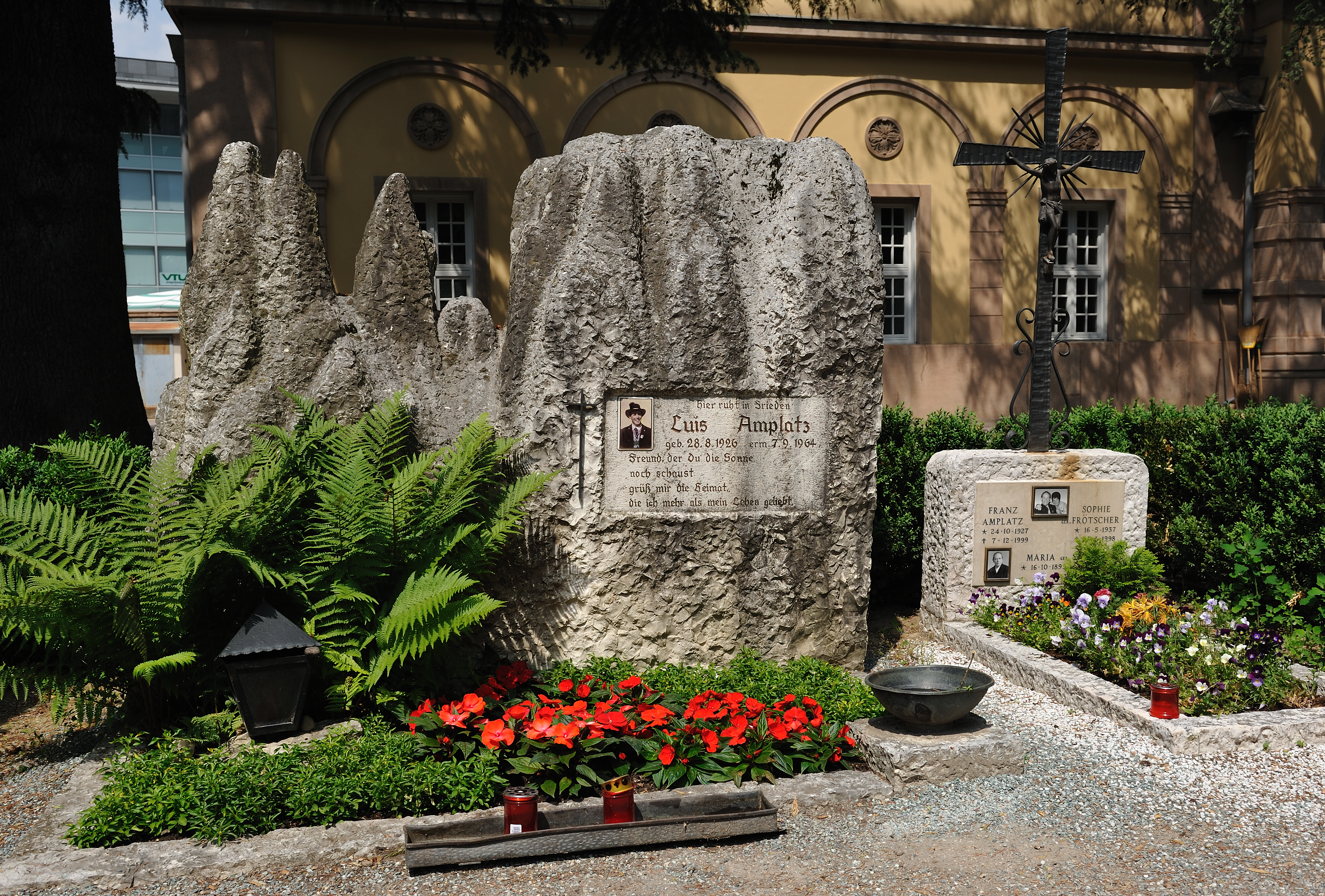
Das Grab von Luis Amplatz auf dem Friedhof Bozen – Oberau

Luis Amplatz (* 28. August 1926 in Gries, Bozen; † 7. September 1964 bei Saltaus in Passeier) war ein Südtiroler Landwirt, Aktivist und Mitglied des Südtiroler Befreiungsausschusses (BAS). Er setzte sich in den 1950er- und 1960er-Jahren gewaltsam für die Autonomie Südtirols bzw. den Anschluss an Österreich ein. Er verstand sich dabei als Freiheitskämpfer, wurde aber teils als Terrorist eingeordnet und verurteilt.

## Aktivitäten
Luis Amplatz gerät 1948 zum ersten Mal mit dem Gesetz in Konflikt und wird wegen unerlaubten Waffenbesitzes und Bedrohung zu 24 Tagen Haft und drei Monaten Arrest verurteilt. 1957 wird er zusammen mit der Gruppe um Hans Stieler angeklagt, Sprengstoffanschläge verübt zu haben, aber mangels Beweisen freigesprochen. Im April 1959 wird er im Zusammenhang mit einem Sprengstoffanschlag von Josef Fontana auf einen Rohbau in der Bozner Sassaristraße als Verdächtiger verhört.
Als Gründungsmitglied der Schützenkompanie „Major Josef Eisenstecken“ Gries bei der Wiedergründung im Jahre 1959 war Luis Amplatz einer der treibenden Kräfte beim Wiederaufbau des Vereinswesens in Gries bei Bozen.
Amplatz war 1959 zusammen mit Sepp Kerschbaumer und Georg Klotz auch Gründungsmitglied des Befreiungsausschusses Südtirol, der mit Anschlägen die „Befreiung“ Südtirols, also die Loslösung von Italien, zu erzwingen versuchte. Im Frühjahr 1961 begann die Bozner Staatsanwaltschaft gegen ihn zu ermitteln, woraufhin Amplatz nach Innsbruck floh. Im Juni 1961 kehrte er jedoch illegal nach Bozen zurück und verübte während der Feuernacht und den folgenden Tagen mehrere Anschläge. Er war an Anschlägen gegen Einrichtungen des italienischen Staates, der Infrastruktur und faschistische Denkmäler, sowie an bewaffneten Angriffen auf Carabinieri beteiligt. Um einer Verhaftung zu entkommen, flüchtete er 1961 nach Österreich, kehrte jedoch die nächsten Sommer immer wieder heimlich nach Südtirol zurück und verübte 1963 mit Rudolf Kofler erneut drei Anschläge in Bozen. Amplatz zählt zu den 17 flüchtigen Angeklagten im Mailänder Sprengstoff-Prozess, denen 1963 Hochverrat, 77 Anschläge auf Hochspannungsmasten, 14 Anschläge auf Bahnstrecken, acht Anschläge auf private Wohnhäuser, ein Mord und zwei Mordversuche angelastet wurden.
Er kehrte auch im Jahr 1964 mit Georg Klotz nach Südtirol zurück, obwohl er in Italien im gleichen Jahr wegen Terrorismus in Abwesenheit zu 25 Jahren Haft verurteilt worden war. Klotz und Amplatz befanden sich bei der Grenzüberquerung in Begleitung eines Nordtirolers namens Christian Kerbler, welcher ein Agent des italienischen militärischen Geheimdienst SIFAR war und Luis Amplatz in einer gemeinsamen Geheimdienstoperation der Bozner Quästur, des Ufficio Affari Riservati (UAR) und des SIFAR ermordete.

## Tod
Als Luis Amplatz, Georg Klotz und Christian Kerbler die Nacht vom 6. auf den 7. September 1964 in der Heuhütte „Brunner Mahder“ oberhalb von Saltaus in Passeier verbrachten, erschoss Kerbler um etwa 2:30 Uhr Amplatz im Schlaf und streckte Klotz mit zwei Kugeln nieder, diesem gelang es jedoch, mit einer Kugel in der Brust und einer Wunde im Gesicht zu Fuß zurück nach Österreich zu fliehen. Der Mörder Christian Kerbler wurde am 21. Juni 1971 von einem italienischen Schwurgericht in Perugia in Abwesenheit zu 22 Jahren Gefängnis verurteilt. Am 9. Juni 1972 bestätigte das Berufungsgericht das Urteil. Kerbler wurde jedoch nie gefasst, obwohl er noch 1976 in London beim Ladendiebstahl verhaftet wurde. Das Urteil gegen Kerbler wurde am 14. Januar 1973 rechtskräftig und ist damit als nicht verbüßte Strafe nach italienischem Recht am 14. Januar 2003 verjährt. Dem italienischen Geheimdienst wird vorgeworfen, Christian Kerbler gedeckt zu haben, sodass dieser nicht gefasst werden konnte und die Aufarbeitung der Tat im allgemein vertuscht zu haben.
Luis Amplatz wurde auf dem Oberauer Friedhof in Bozen begraben, über 5.000 Tiroler besuchten sein Begräbnis, einige in Trachten und mit Traditionsfahnen. An vielen Andreas-Hofer-Gedenkstätten wurden Kränze niedergelegt. Redner verkündeten, man wolle für die gleiche Sache, „für die Amplatz eintrat, weiterkämpfen“, – nicht für die Südtiroler Autonomie, sondern für den Anschluss an Österreich.
In der Bundesrepublik Deutschland bildete sich 1965 der Verein „Luis-Amplatz-Spende“.